# Käthe Sohnemann
Käthe Sohnemann, née le 6 mai 1913 à Hambourg (Empire allemand) et morte en 1998 à Kiel (Allemagne), est une gymnaste artistique allemande.

## Biographie
Käthe Sohnemann remporte aux Jeux olympiques d'été de 1936 à Berlin la médaille d'or du concours général par équipes féminin avec Anita Bärwirth, Erna Bürger, Isolde Frölian, Friedl Iby, Trudi Meyer, Paula Pöhlsen et Julie Schmitt.